# 王點
王點（1576年1月29日—1659年），字肖曾，號完虚，直隸魏縣（今河北）人，明末清初政治人物，同進士出身。

## 生平
萬曆二十五年（1597年）丁酉科顺天府乡试第一百二十二名舉人，三十二年甲辰科礼部会试第二百八十二名进士，未廷试，登三十五年（1607年）丁未科三甲一百七名進士，户部观政，授鄒平縣知縣，升任戶部主事，轉兵部，歷員外郎、郎中，天啟二年，出任山西副使。天啟五年，擔任山西按察使。天啟六年（1626年），擔任大同巡撫，之後因得罪閹黨，被迫閑住。
清兵入關后，啟用為山東右布政使。順治三年（1646年），擔任山西左布政使。

## 軼事
王點好開玩笑，初仕鄒平縣知縣，縣境與章丘縣接壤。一日，與章丘縣知縣李養志相見，李養志問王點：“足下以何年生？”王點說：“乙亥。”王點也用相同問題問李養志，李養志回說：“亦乙亥。”王點於是便笑著跟李養志說：“某是鄒平一害，兄便是章丘一害。”

## 家族
曾祖王文。祖父王银。父王光世。母郭氏。慈侍下。有子王錫命。